# 張昭儀
張氏（？年—214年），字昭儀，廣漢郡繁縣人，東漢末年廣漢督郵朱叔賢的妻子。

## 生平
建安十九年（公元214年），劉備圍劉璋於成都，廣漢督郵朱叔賢与兄弟策劃逃出城投降而獲罪被賜死，劉璋強令張昭儀改嫁某兵士，張昭儀不願而泣說：「你殺我夫君又想逼我嫁人，我怎麼可能會如你所願呢？」於是偷刀割咽而死，三軍莫不哀嘆。